# Пауки-амауробииды
Пауки-амауробииды (лат. Amaurobiidae) — семейство аранеоморфных пауков из надсемейства Amaurobioidea.

## Этимология
Название происходит от др.-греч. ἁμαυρός «нечёткий», «размытый», «малозаметный» и βίος «жизнь» — «живущий скрытой, незаметной жизнью».

## Описание
Имеют 8 одинаковых по размеру глаз, расположенных в два ряда. Передний ряд глаз прямой, задний обычно слегка изогнутый. Головогрудь овальная и широкая. Брюшко широкое, овальное, иногда слегка удлиненное, бурого, коричневого или черновато-коричневого оттенка. Ноги короткие и толстые, в состоянии покоя прижаты к телу. Паутинные бородавки толстые, цилиндрические или конические.

## Экология
Ткут ловчие сети в форме воронок в узких пространствах между камнями, трещинах стен, скал или под отставшей корой деревьев. Воронка связана с ловчей сетью через ловчие нити, которые расходятся радиально от устья трубки и переплетаются обычными неклейкими паутинными нитями. Добычу ожидают сидя в жилой трубке, о приближении которой узнают по сотрясению сигнальных нитей. После чего паук выскакивает из трубки, быстро хватает добычу и снова скрывается в убежище. Добычей, как правило, являются различные жуки.

## Размножение
Спариваются в начале лета, яйцекладка происходит в конце июня или в июле. Самка плетёт крупный, белый кокон с нескольким десятком желтоватых яиц, который укрепляет на нижней поверхности камня или под корой, и тщательно охраняет. Молодь вылупляется в конце июля или в августе. Первые две линьки происходят в гнезде. Кормятся в это время на самке, высасывая её брюшко. В конечном итоге самка погибает, а молодые нимфы покидают гнездо и начинают самостоятельную жизнь. Половой зрелости достигают через год.

## Распространение
Распространены практически повсеместно, за исключением Антарктики, северной Голарктики и самых засушливых районов Африки и Австралии.

## Палеонтология
Ископаемые формы известны из палеогена (инклюзы в янтаре).

## Классификация
По данным Всемирного каталога пауков на август 2017 года семейство включает 286 видов, объединяемых в 51 род:
- Altellopsis  Simon, 1905
- Amaurobius  C. L. Koch, 1837
  - A. caucasicus Marusik et all., 2020
- Anisacate  Mello-Leitão, 1941
- Arctobius  Lehtinen, 1967
- Auhunga  Forster & Wilton, 1973
- Auximella  Strand, 1908
- Bakala  Davies, 1990
- Callevopsis  Tullgren, 1902
- Callobius  Chamberlin, 1947
- Cavernocymbium  Ubick, 2005
- Chresiona  Simon, 1903
- Cybaeopsis  Strand, 1907
- Dardurus  Davies, 1976
- Daviesa  Koçak & Kemal, 2008
- Emmenomma  Simon, 1884
- Hicanodon  Tullgren, 1901
- Himalmartensus  Wang & Zhu, 2008
- Jamara  Davies, 1995
- Livius  Roth, 1967
- Macrobunus  Tullgren, 1901
- Maloides  Forster & Wilton, 1989
- Manjala  Davies, 1990
- Midgee  Davies, 1995
- Muritaia  Forster & Wilton, 1973
- Naevius  Roth, 1967
- Neoporteria  Mello-Leitão, 1943
- Neuquenia  Mello-Leitão, 1940
- Obatala  Lehtinen, 1967
- Otira  Forster & Wilton, 1973
- Ovtchinnikovia  Marusik, Kovblyuk & Ponomarev, 2010
- Oztira  Milledge, 2011
- Pakeha  Forster & Wilton, 1973
- Paravoca  Forster & Wilton, 1973
- Parazanomys  Ubick, 2005
- Pimus  Chamberlin, 1947
- Poaka  Forster & Wilton, 1973
- Pseudauximus  Simon, 1902
- Retiro  Mello-Leitão, 1915
- Rhoicinaria  Exline, 1950
- Rubrius  Simon, 1887
- Storenosoma  Hogg, 1900
- Taira  Lehtinen, 1967
- Tugana  Chamberlin, 1948
- Tymbira  Mello-Leitão, 1944
- Urepus  Roth, 1967
- Virgilus  Roth, 1967
- Wabarra  Davies, 1996
- Waitetola  Forster & Wilton, 1973
- Yacolla  Lehtinen, 1967
- Yupanquia  Lehtinen, 1967
- Zanomys  Chamberlin, 1948

### Изменения 2023 года
В 2023 году половина родов была выделена в отдельное семейство Macrobunidae.

## Галерея

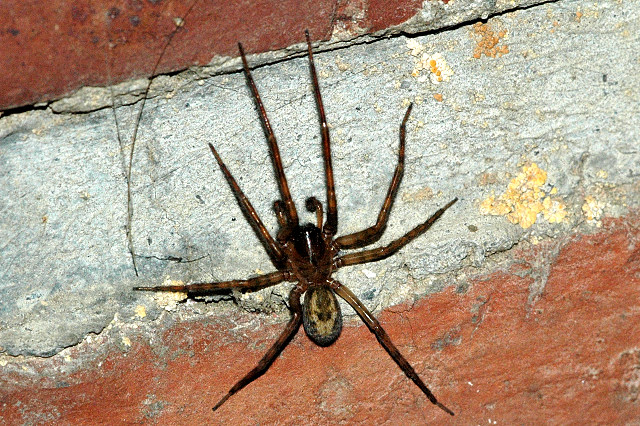
Самец Amaurobius similis
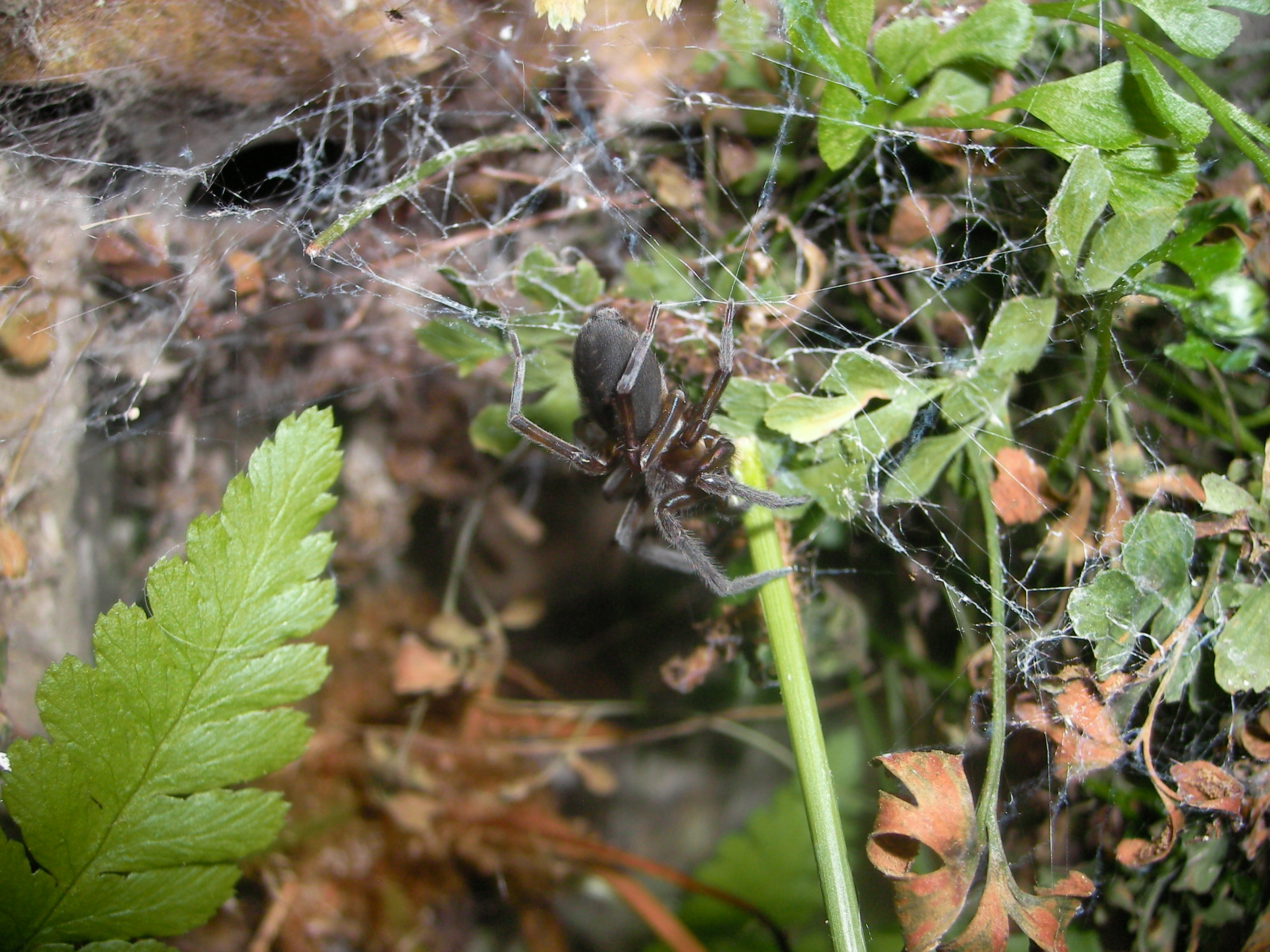
Amaurobius sp. в ловчей сети
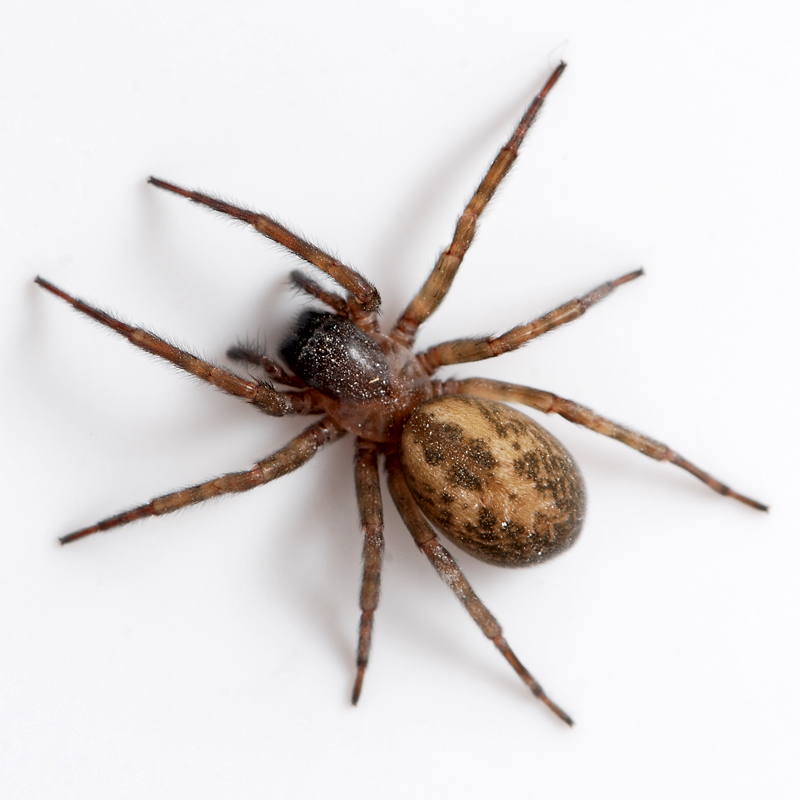
Amaurobius similis
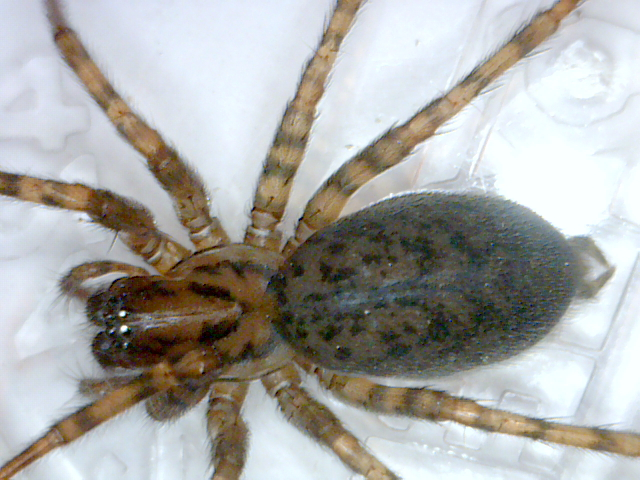
Coras medicinalis
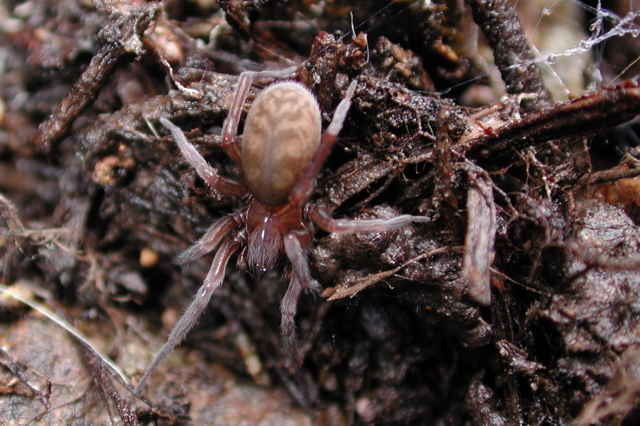
Pimus sp.